# Nites
Nites is een geslacht van vlinders van de familie sikkelmotten (Oecophoridae), uit de onderfamilie Depressariinae.

## Soorten
- N. atrocapitella (McDunnough, 1944)
- N. betulella (Busck, 1902)
- N. grotella Robinson, 1870
- N. maculatella Busck, 1908
- N. ostryella (McDunnough, 1943)